# Stein Valley Nlaka'pamux Heritage Park
Der Stein Valley Nlaka'pamux Heritage Park ist ein Provinzpark in der kanadischen Provinz British Columbia. Er umfasst eine Fläche von 1072 km² und liegt etwa 20 km Luftlinie westlich von Lytton. Bei dem Park handelt es sich um einen sogenannten backcountry park. Diese haben üblicherweise keine direkte Anbindung an eine richtige Straße und sind nur über Schotterpisten zu erreichen. Hier ist der Zugang zum Park nur über eine Fähre bei Lytton möglich.

## Anlage
Der Park ist eines der größten erhaltenen Urwaldgebiete in British Columbia. Auf rund 60 km Länge erhebt sich der Park zwischen 210 m und 2925 m in den Bergen der Lillooet Ranges. Drei kleine Gletscher, vier größere Seen und über 500 km² alpiner Mattenwiesen liegen in dem Gebiet. Im Süden schließt sich der 1999 gegründete, 24 km² große Mehatl Creek Provincial Park an. Hinzu kommt das vergleichsweise kleine Schutzgebiet des Nahatlatch Provincial Park and Protected Area, das 17 km² umfasst. Durch den Park läuft der Stein River, der im Tundra Lake entsteht und wenig später den Stein Lake durchfließt.
Bei dem Park handelt es sich um ein Schutzgebiet der Kategorie Ib (Wilderness Area).

## Geschichte
1988 gelang es nach langjährigen Auseinandersetzungen mit dem neuseeländischen Unternehmen Fletcher Challenge ein Moratorium durchzusetzen, durch das die Abholzung des Gebiets verhindert werden konnte. Am 22. November 1995 wurde das Gebiet unter Schutz gestellt. Seither wird es von BC Parks und der Lytton First Nation verwaltet. Für sie ist das Gebiet auch aus religiösen Gründen von Bedeutung, denn hier finden sich zahlreiche heilige Stätten. Von den Petroglyphen sind nur wenige bekannt und dokumentiert. Der Name leitet sich von dem Wort „Stagyn“ aus der Sprache der Nlaka'pamux ab, das „verborgener Ort“ bedeutet.

## Flora und Fauna
Das Ökosystem von British Columbia wird mit dem Biogeoclimatic Ecological Classification (BEC) Zoning System in verschiedene biogeoklimatischen Zonen eingeteilt. Biogeoklimatische Zonen zeichnen sich durch ein grundsätzlich identisches oder sehr ähnliches Klima sowie gleiche oder sehr ähnliche biologische und geologische Voraussetzungen aus. Daraus resultiert in den jeweiligen Zonen dann auch ein sehr ähnlicher Bestand an Pflanzen und Tieren. Der Park wird nach dieser Systematik sechs verschiedenen Zonen/Subzonen zugeordnet.
Neben zahlreichen Säugetierarten wie Pumas und Bären wurden auch seltene Vogelarten, wie Steinadler, Helmspecht oder Rotrücken-Zimtelfe unter Schutz gestellt.

## Touristische Infrastruktur
Im Park befindet sich kein Campingplatz. In einigen Bereichen sind kleine Plätze vorbereitet, damit Wanderer dort Zelte aufstellen können.